# 조선좀비실록
조선좀비실록은 곤마의 네이버 웹툰이다. 주인공은 백정 순신이다.